# Каирский метрополитен
Каирский метрополитен (араб. مترو أنفاق القاهرة‎) — первая в Африке и на Ближнем Востоке система метрополитена. Состоит из 3 линий и 74 станций.

## Характеристики
В метрополитене используется стандартная колея (1435 мм). Цена билета в египетских фунтах составляет 1,00 на каждую поездку (по состоянию на июль 2006 года — 0,14 евро или 0,18 долларов США), независимо от расстояния.
В Каирском метро два вагона в центре каждого состава — только для женщин. Это продолжается до раннего вечера и предназначено для женщин, которые не хотят ездить с мужчинами в одном вагоне. Однако женщины могут свободно пользоваться и всеми другими вагонами. Этот принцип разделения также используется в Дубайском метро, открытом 9 сентября 2009 года.
В системе расположен также единственный тоннель, проходящий под рекой Нил.
Движение поездов — левостороннее.

## Линии

### Линия 1
Линия 1 (араб. الخط الأول‎) (Хелуан араб. حلوان‎ — Эль-Марг араб. المرج‎) (красная линия) была открыта в 1987 году после соединения двух уже существовавших наземных линий с большим подземным участком, проложенным под городским центром. Протяжённость линии 43,5 км, из которых только 3 проложены под землёй. На линии работают 33 станции. Пропускная способность составляет до 60 000 человек в час.
Иногда линию называют «французской». Линия протянута от индустриального района Хелуан на юге до Эль-Марг на севере, она строилась в три этапа:
- Первый: Хелуан/Поля Рамсеса, 29 км, открытие участка 27 сентября 1987 года.
- Второй: Поля Рамсеса/Эль-Марг, 14 км, открытие 5 апреля 1989 года.
- Третий: Северное продолжении линии 1, 1,3 км, открытие в мае 1999 года.

### Линия 2
Каирская сеть метро была значительно расширена в середине 1990-х с завершением строительства 2-й (жёлтой) линии, ведущей из Шубры до Каирского университета. Протяжённость составляет 19 км с 18 станциями на них. Иногда линию называют «японской линией». Это первая линия метро, пересёкшая Нил. Вторая линия была открыта в четыре этапа с 1996 до 2000 года и была в конечном итоге дотянута до Гизы. Это большей частью подземный тоннель за исключением двух случаев: короткой секции на севере, заканчивающейся около Шубры, которая проложена над землёй, и участка на самом юге, который является примером открытого способа строительства подземных сооружений. Главное различие между первой и второй веткой — это то, что в первой используется контактная сеть, в то время как во второй — контактный рельс. Линия была построена в четыре этапа:
- Первый: Шубра — Поля Рамзеса, 8 км, участок открыт в 1996-м.
- Второй: Поля Рамзеса — Площадь Тахрир, 3 км, открыт в 1997-м.
- Третий: Площадь Тахрир — Каирский университет в Булаке, 5,5 км, открыт в 1999-м.
- Четвёртый: Каирский университет — Аль-Омрания в Гизе, 2,7 км, открыт в 2000-м.

### Линия 3
Строительство 3 линии началось в 2006 году. Открыть её пришлось после арабской весны 21 февраля 2012 года. Первый участок, проходящий через район Баб Эль Шария, запустили между рынком Аттаба и районом Аббасия. Он состоит из пяти станций (Аттаба, Баб Эль Шария, Армия, Абдоу Паша, Аббасия). 7 мая 2014 года линию продлили еще на 4 станции (Выставочная Зона, Стадион, Женский факультет, Пирамиды). 15 июня 2019 года линию продлили в район Гелиополис на ещё 5 станций (Харун, Площадь, Солнечный клуб). Позже, на перегоне между станциями Харун и Площадь, была открыта самая большая подземная станция в Африке-Гелиополис (площадь станции — около 10 000 квадратных метров, длиной 225 метров, шириной 22 метра и глубиной 28 метров от уровня улицы). В 2020 году 3-я линия дошла до железнодорожной станции Адли Мансур с 6 станциями (Эль Нуза, Хешам Баракат, Куба, Умар ибн аль-Хаттаб, Шаг, Адли Мансур). Все 6 станций находятся над поверхностью. 6 октября 2022 года линия прошла от начальной станции Аттаба под рекой Нил на 4-й станции (Насер, Масперо, Саффа Хегази, Кит-Кат). В будущем линия разведется на вилку по двум направлениям: в район Эмбаба, пересекая окружную дорогу и к Каирскому университету, с переходом на одноименную станцию 2-й линии. Также в планах правительства Каира ещё одно раздвоение на вилку после станции Гелиополис по направлению к Международному аэропорту Каир (CAI). На момент 2023 года линия составляет приблизительно 50 километров и соединяется с 1-й линией на станции Насер и со 2-й линией на станции Аттаба. 
В перспективе Каирское метро прирастёт 3 новыми линиями. Цель — уменьшить хроническую перегруженность каирских дорог. В ближайшее время будут начаты работы по прокладке этих линий.

##### Линия 4
Полная длина составит 24 км, большая часть из которых также — подземный туннель. Линия пересечёт два рукава Нила. Пройдёт с северо-запада от Аль-Ахрама до Наср Сити на востоке.

##### Линия 5
Полукольцевая линия, призванная соединить 1 - 4-ю линии. Будет длиною в 20 километров и полностью подземной.

##### Линия 6
Эта продольная линия протянется с севера на юг и будет иметь длину 19 км, большая часть которой по проекту — подземный туннель. Постройка планируется до 2022 года. Однако осуществление проекта будет зависеть от доступных средств в бюджете.